# 軍事教育

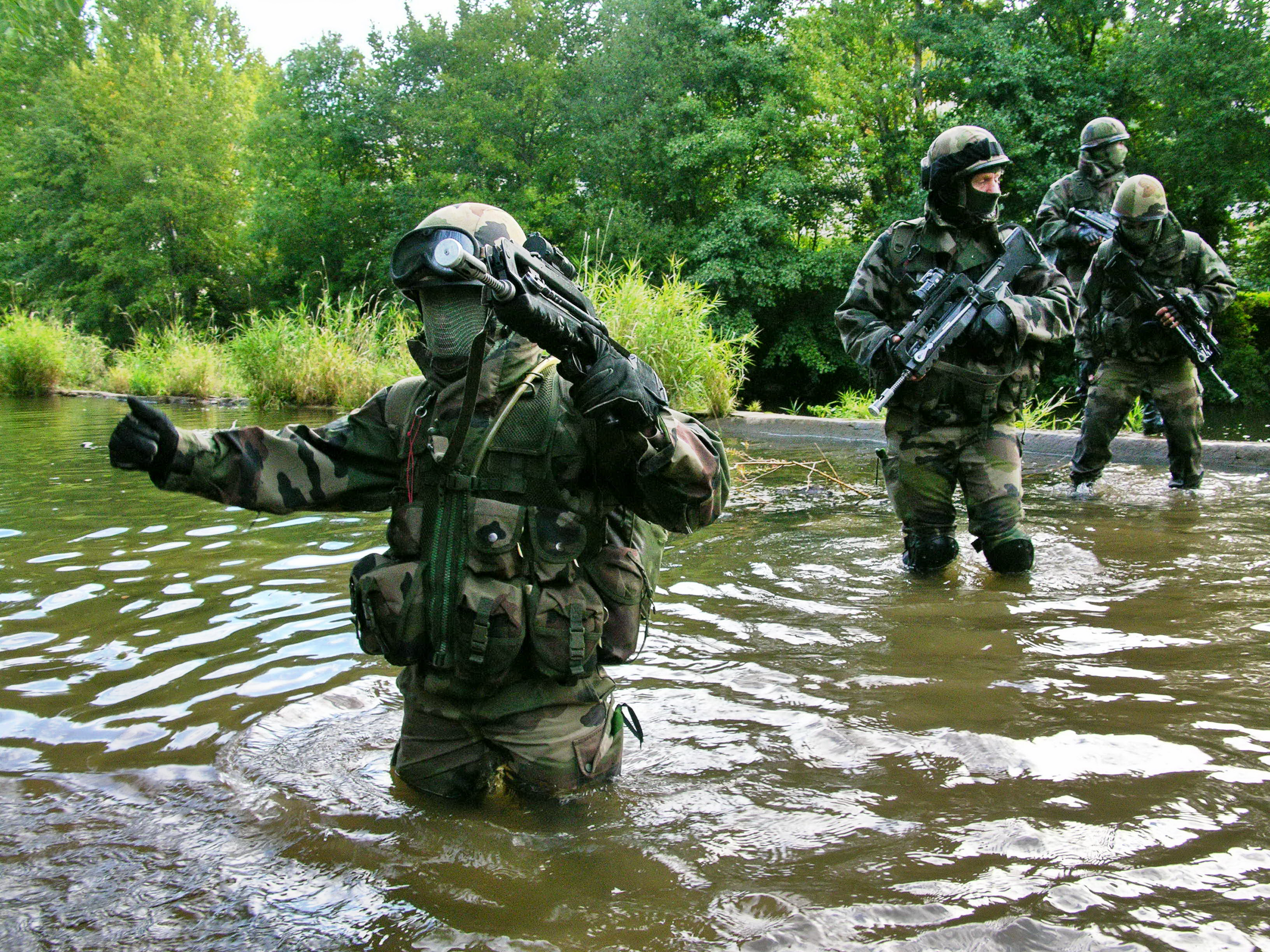
法國外籍兵團第2外籍步兵團的渡河训练

军事教育与训练包括针对军人和平民的军事化管理教育。这类训练旨在给予平民或新兵以基础的军事素养，并在更高阶段中培养和提升军人在其各自岗位上的能力，其既可以是自愿的，也可以是强制义务。軍事教育从新兵训练开始，然后进行针对特定军事角色的教育和训练，有时还包括军事生涯中的额外训练。教官是军事训练机构中进行教学的军事人员。
在一些国家，军事教育与训练是义务教育的一部分（一般称之为军训）。军事教育可以带来一些在普通课堂上无法获得的益处和经验，例如挫折教育。此外，参与者还可以在军事教育中学习生存技能，例如合作和韧性，这有助于参与者提高在其各自岗位上的军人能力。

## 再社会化
再社会化是将公民诱导为军人的重要阶段。该词源于处理人的心理和情绪“再受训”过程的社会学概念，旨在让人们适应其他不习惯的环境。成功的再社会化涉及改变个人性格的总机构，主要例子包括再社会化新兵，他们成为军人，或者换句话说，锻炼为有凝聚力单位里的成员。也有反例，当他们退伍后，会以这种习惯了的角色回归社会。
由作战士兵转为社会公民的再社会化，通常是艰苦的，但士兵们能获得军事经验。从平民转变为战士，个人要完全按照上司的命令受训。但有些命令违背了道德伦理规则，如让本来就反感殺人的人杀人。
领导们有效地训练士兵完成预备战斗的目标，这些技术提升了老兵作战后的心理创伤 。这是因为战斗后期会有明显的心理问题（如創傷後壓力心理障礙症），当他们的个人行为无法稳定调理后，会对公众安全构成威胁。